# Baranyaszentgyörgy
Baranyaszentgyörgy là một thị trấn thuộc hạt Baranya, Hungary. Thị trấn này có diện tích 7,27 km², dân số năm 2010 là 140 người, mật độ 19 người/km².